# Stazione di Morrea-Castronovo-Rendinara
La stazione di Morrea-Castronovo-Rendinara è una fermata ferroviaria a servizio delle località di Morrea e Castronovo, entrambe frazioni del comune di San Vincenzo Valle Roveto, e della località di Rendinara, frazione del comune di Morino. La fermata è ubicata lungo la ferrovia Avezzano-Roccasecca.

## Storia
La stazione fu inaugurata nel 1902, in occasione dell'apertura della tratta Avezzano-Sora.

## Strutture e impianti
Il fabbricato viaggiatori è strutturato su un livello ed ospita una mera sala d'aspetto ed una validatrice.
Nell'estate del 2022 la Stazione, insieme all'intera linea, è stata interessata da lavori di rinnovo dell'armamento e attrezzaggio propedeutico per l'installazione del sistema di segnalamento di ultima generazione di tipo ETCS Regional livello 2/3, che verrà ultimato negli anni successivi.

## Movimento
Il servizio è svolto da Trenitalia secondo contratto di servizio stipulato con la Regione Abruzzo. In totale sono circa 10 i treni che effettuano fermata giornaliera presso la stazione, con destinazioni principali Avezzano e Cassino.

## Servizi
- Sala d'attesa